# 解州文庙
解州文庙位于中国山西省运城市盐湖区解州镇解州村红旗街解州中学内，系运城市为数不多、保存较完整的文庙，已列为山西省文物保护单位。

## 保护
解州文庙于2012年重修。2017年11月21日，解州文庙公布为第三批运城市文物保护单位，古建筑类，编号3-15-3-2。
2021年8月4日，解州文庙公布为第六批山西省文物保护单位，古建筑类，编号6-264。